# Stadion Lužnjiki
Stadion Lužnjiki, točnije Velika sportska arena olimpijskog kompleksa Lužnjiki (ruski: Большая спортивная арена Олимпийского комплекса Лужники) je olimpijski stadion u Moskvi i najveći stadion u Rusiji. Ima kapacitet od 81.000 sjedala Stadion je dio Olimpijskog kompleksa Lužnjiki, prije zvan Lenjin Stadion (ruski: Центральный стадион имени В. И. Ленина). Ime Lužnjiki potječe od močvarnog naselja, gdje je i sagrađen, što u prijevodu otprilike znači "bara", "lokva".

## Povijest
Stadion se najviše koristi za nogometne utakmice FK Torpeda iz Moskve, koji je i vlasnik cijelog sportskog kompleksa te za utakmice FK Spartaka iz Moskve. Jedan je od rijetkih europskih stadiona koji imaju umjetnu travu, točnije FieldTurf vrstu koju je FIFA odobrila 2002. godine. Umjetna trava je potrebna zbog hladne ruske klime, obična trava se uništi zimi, a zamjena donese velik trošak. Iznimka je bilo Finale UEFA Lige prvaka 2008., kada su stavili prirodnu travu.
Velika sportska arena Olimpijskog kompleksa Lužnjiki je bila glavni stadion Olimpijskih igrara 1980., tadašnji kapacitet je bio 103.000 sjedala. Događaji na stadionu Lužnjiki bili su otvaranje i zatvaranje Olimpijskih igrara, atletika, nogomet i jahanje.
Stadion Lužnjiki je ugostio finale Svjetskog prvenstva u hokeju na ledu 1957. između Švedske i SSSR-a, gdje je bilo 55.000 gledatelja, što je bio svjetski rekord u to vrijeme.
20. listopada 1982. dogodila se nesreća na utakmici Kupa UEFA između Spartaka Moskva i HFC Haarlema. Velik broj ljudi je zgaženo u stampedu na stadionu. Službeni broj poginulih je 66, ali mnogi vjeruju da je poginulo oko 340.
U 1989. godini Stadion Lenjin bio je domaćin Moskovskog glazbenog festivala mira, festivala koji je nastao naporima Make A Difference organizacije te rock producenata u SAD-u i SSSR-u. Trajao je dva dana i bio je prvi festival svoje vrste. Na festivalu su sudjelovali glazbenici kao Bon Jovi, Scorpions, Ozzy Osbourne, Skid Row, Mötley Crüe, Cinderella i Gorky Park. Madonna je nastupala na stadionu u 2006. godini.
UEFA je stadion Lužnjiki odabrala za domaćina Finala UEFA Lige prvaka 2008. između Manchester Uniteda, koji je pobijedio Chelsea u prvom engleskom finalu Lige prvaka u povijesti, a igralo se u svibnju 2008. Neki skeptici su smatrali da teren neće biti valjan i da ruske vlasti neće moći obuzdati engleske navijače. Naposljetku, nije bilo nikakvih incidenata, pa je glasnogovornik britanskog veleposlanstva rekao: "Sigurnost i logistika ruskih vlasti je bila prvorazredna, kao i njihova suradnja sa britanskim vlastima."
Na ovom stadionu se održalo Svjetsko prvenstvo u atletici 2013. godine.
Stadion se pojavio i u ruskom filmu Noćna straža (2004.).

## FIFA Svjetsko prvenstvo 2018.
| Datum            | Vrijeme | Momčada 1  | Rezultat       | Momčada 2         | Runda            | Gledatelji |
| ---------------- | ------- | ---------- | -------------- | ----------------- | ---------------- | ---------- |
| 14. lipnja 2018. | 18:00   | Rusija     | 5:0            | Saudijska Arabija | Skupina A        | 78.011     |
| 17. lipnja 2018. | 18:00   | Njemačka   | 0:1            | Meksiko           | Skupina F        | 78.011     |
| 20. lipnja 2018. | 15:00   | Portugal   | 1:0            | Maroko            | Skupina B        | 78.011     |
| 26. lipnja 2018. | 17:00   | Danska     | 0:0            | Francuska         | Skupina C        | 78.011     |
| 1. srpnja 2018.  | 17:00   | Španjolska | 1:1 (3:4 pen.) | Rusija            | Osmina završnice | 78.011     |
| 11. srpnja 2018. | 21:00   | Hrvatska   | 2:1            | Engleska          | Poluzavršnica    | 78.011     |
| 15. srpnja 2018. | 18:00   | Francuska  | 4:2            | Hrvatska          | Završnica        | 78.011     |

## Vanjske poveznice
- Službena stranica

| Prethodnik:                | Domaćin finala UEFA Lige prvaka 2008. | Nasljednik:     |
| Olimpijski stadion u Ateni | Domaćin finala UEFA Lige prvaka 2008. | Stadio Olimpico |